# Donzaleigh Abernathy
Donzaleigh Abernathy (Montgomery (Alabama), 5 d'agost del 1957) és una actriu, productora, directora i guionista estatunidenca.

## Filmografia
- Murder in Mississippi (TV) (1990) - Sue Brown.
- Ghost Dad (1990) - Infermera E.R.
- Grass Roots (TV) (1992) - Cora Mae Turner.
- Ned Blessing: The True Story of My Life (TV) (1993) - Effie Pettit.
- Night of the Running Man (1994) - Francine, El Pirata Informàtic.
- Out of Darkness (TV) (1994) - MHA.
- NYPD Blue (TV) (1994) - Mrs. Danton.
- Camp Nowhere (1994) - Dorothy Welton.
- Family Album (TV) (1994) - Lorrie.
- Dangerous Minds (TV) (1996) - Irene Timmons.
- Miss Evers' Boys (TV) (1997) - Infermera Betty.
- EZ Streets (TV) (1997) - Persona d'Ajuntament Wyler.
- The Burning Zone (TV) (1997) - Nora Dawson.
- Don King: Only in America (TV) (1997) - Henrietta King.
- The Pretender (TV) (1998) - Susan Healy.
- Chicago Hope (TV) (1998) - Porschia Tate.
- The Tempest (TV) (1998) - Mambo Ezeli.
- Stranger In My House (1999) - Infermera.
- Any Day Now (1998-2002) - Sara Jackson.
- 24 (2003) - Ajudant.
- Gods and Generals (2003) - Martha.
- Strong Medicine (TV) (2003) - Child Psychologist
- Leprechaun: Back 2 tha Hood (2003) - Esmerelda.
- The Closer (2005) - Mistress of Ceremonies.
- House, MD (TV) (2006) - Brady.
- Commander-in-Chief (TV) (2005-2006) - Periodista Patricia.
- Grilled (2006) - Karen.
- CSI:Crime Scene Investigation (TV) (2008) - Carolina Bell.
- Lincoln Heights (TV) (2008-2009) - Hazel Glass.

## Llibres
- Partners to History: Martin Luther King Jr., Ralph David Abernathy, and the Civil Rights Movement (Crown, 2003) ISBN 978-0-609-60914-9